# Nycterosea olivacea
Nycterosea olivacea là một loài bướm đêm trong họ Geometridae.